# Wulstbruch

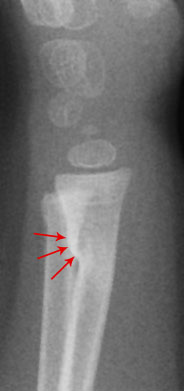
Wulstbruch an der Speiche eines Kindes

Ein Wulstbruch (auch Torusfraktur) ist – ähnlich der Grünholzfraktur – ein unvollständiger Knochenbruch, bei dem die Knochenhaut (das Periost) meist unverletzt bleibt.
Diese Art der Fraktur kommt vor allem bei den langen Röhrenknochen (Speiche (Radius), Schienbein (Tibia), Oberschenkel (Femur)) oder beim Schlüsselbein (Clavicula) vor, solange diese Knochen noch im Wachstum sind. Durch eine Stauchung wird der Knochen an der Bruchstelle wie zu einem Wulst verdickt, daher der Name.

## Andere Bedeutungen
Auch bei Reifen kann es ebenso zu einem Wulstbruch kommen, damit ist dann gemeint, wenn der Wulst des Reifens (der Teil des Reifens, der auf der Felge aufliegt) kaputt geht, also die im Reifenwulst verarbeiteten Drahtkerne (teilweise) gebrochen sind.